# Cratere Nakki
Nakki è un cratere sulla superficie di Callisto.